# Macrosteles sexnotatus
Macrosteles sexnotatus är en insektsart som först beskrevs av Carl Fredrik Fallén 1806.  Macrosteles sexnotatus ingår i släktet Macrosteles, och familjen dvärgstritar. Arten är reproducerande i Sverige.